# Miikka Hast
Miikka Hast (ur. 18 maja 1981) – fiński snowboardzista. Nigdy nie startował na igrzyskach olimpijskich. Na mistrzostwach świata najlepszy wynik uzyskał podczas mistrzostw w Kreischberg, gdzie zajął 8. miejsce w halfpipe’ie. Najlepsze rezultaty w Pucharze Świata osiągnął w sezonie 2005/2006, kiedy to zajął 52. miejsce w klasyfikacji generalnej.

## Sukcesy

### Mistrzostwa Świata
| Miejsce | Dzień       | Rok  | Miejscowość | Konkurencja | Zwycięzca     |
| ------- | ----------- | ---- | ----------- | ----------- | ------------- |
| 8.      | 17 stycznia | 2003 | Kreischberg | Halfpipe    | Markus Keller |
| 45.     | 22 stycznia | 2005 | Whistler    | Halfpipe    | Antti Autti   |

### Puchar Świata

#### Miejsca w klasyfikacji generalnej
- 2001/2002 - -
- 2002/2003 - -
- 2003/2004 - -
- 2004/2005 - -
- 2005/2006 - 52.
- 2006/2007 - 93.
- 2007/2008 - 322.

#### Miejsca na podium
1. Kreischberg – 25 stycznia 2002 (Halfpipe) - 3. miejsce
2. Sapporo – 2 marca 2002 (Big Air) - 2. miejsce
3. Ruka – 13 marca 2002 (Halfpipe) - 3. miejsce
4. Stoneham – 19 grudnia 2003 (Big Air) - 3. miejsce
5. Valle Nevado – 15 września 2005 (Halfpipe) - 3. miejsce